# O'Kean
O'Kean is een plaats (town) in de Amerikaanse staat Arkansas, en valt bestuurlijk gezien onder Randolph County.

## Demografie
Bij de volkstelling in 2000 werd het aantal inwoners vastgesteld op 201.
In 2006 is het aantal inwoners door het United States Census Bureau geschat op 199, een daling van 2 (-1,0%).

## Geografie
Volgens het United States Census Bureau beslaat de plaats een oppervlakte van
2,6 km², geheel bestaande uit land. O'Kean ligt op ongeveer 82 m boven zeeniveau.

## Plaatsen in de nabije omgeving
De onderstaande figuur toont nabijgelegen plaatsen in een straal van 24 km rond O'Kean.